# Wertner Mór
Wertner Mór (Ispáca, 1849. július 26. – Párkány, 1921. június 8.) magyar történész, genealógus, orvos.

## Élete
Wertner Ábrahám és Winkler Debóra fia. Temesvárott érettségizett, majd a Bécsi Egyetemre ment, ahol 1872-ben orvosi oklevelet szerzett és 1874-ig Csicsón működött mint gyakorlóorvos. Ekkortól kezdett történettudománnyal foglalkozni. Ezután Szencre költözött. 1890 és 1893 között Pozsonyban élt mint megyei főorvos, 1894-ben pedig Muzslára került mint járási orvos. 1908-ban költözött Párkányra ahol élete végéig maradt. Nyughelye is itt található. A Magyar Heraldikai és Genealógiai Társaságnak és több külföldi genealógiai társulatnak volt választmányi tagja. Hagyatékának egy részét a Jókai Egyesület gyűjteményében helyezték el, melynek levéltári anyagából 1954-ben a Komáromi városi levéltárhoz kerültek archív iratok.
1884-ig jóformán kizárólag orvostörténeti és közegészségügyi dolgozatokat írt, azután viszont nagyobb részt történelmi, elsősorban genealógiai tanulmányokkal foglalkozott. A Gyógyászatban, Közegészségi Kalauzban, Turulban, Heroldban, Adlerban, Századokban, Erdélyi Múzeumban, Történelmi Tárban, Magyar Nyelvben, Ungarische Revueben, Ungarische Rundschauban és másutt közölte értekezéseit.
Felesége Kuthy Gyula és Richter Jozefa lánya, Kornélia volt, akit 1906. február 24-én Budapesten, az Erzsébetvárosban vett nőül.

## Művei (válogatás)
- Die Pest in Ungarn 1708–1777 (Leipzig, 1880)
- Orvosrégészeti tanulmányok (Budapest, 1883)
- Historisch-genealogische Irrthümer (Wien, 1884)
- Genealogie und Geschichte (Wien, 1884)
- A középkori délszláv uralkodók genealogiai története, nyomtatott a Csanád-Egyházmegyei Könyvsajtón (Temesvár, 1891)
- A magyar nemzetségek a XVI. sz. közepéig I-II. (Temesvár, 1891)
- Az Árpádok családi története (Pleitz Ferencz Pál Könyvnyomdája, Nagy-Becskerek, 1892)
- Negyedik Béla király története (Temesvár, 1893)
- A Hunyadiak (Déva, 1900)
- Hunyadmegye legrégibb tisztikara (Déva, 1900)
- Névmagyarázatok I. Férfi és helységnevek (Budapest, 1916)
- Névmagyarázatok II. Régi magyar női nevek (Budapest, 1917)